# Eunidia fuscoapicalis
Eunidia fuscoapicalis là một loài bọ cánh cứng trong họ Cerambycidae.